# Levitace (paranormální)

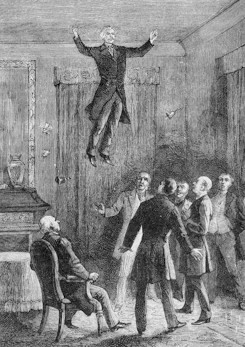
Levitace slavného skotského spiritisty Daniela Dunglase Homea

Levitace (latinsky levitas = lehkost) je vznášení se ve vzduchu bez jakýchkoli mechanických prostředků. Někdy mají létat osoby, jindy jen předměty, např. stolky, židle, hudební nástroje, např. při spiritistických seancích. Zprávy o levitaci jsou starého data, dovedli to údajně někteří křesťanští svatí, předváděla to i některá média, údajně mohou levitovat i indičtí fakíři. Podle parapsychologie je to fenomén, uskutečňovaný pomocí energie psí, přesněji pomocí předpokládaných psychokinetických sil.
Podobně jako „levitují“ osoby na představeních eskamotérů se údajně ve vzduchu vznášejí i členové některých sekt, např. sekty Transcendentální meditace Inda Mahariši Maheš Yogiho,[zdroj?] podle nějž má mít levitace léčivé účinky. (Ve skutečnosti se jedná o poskakování na pružné podložce v sedu se skříženýma nohama; s levitací nemá tento pohyb nic společného.)Sekta zřizuje v některých místnostech svých zámků „letištní plochy“, kde klienti sedí se zkříženýma nohama, údajně levitují a prostřednictvím této „levitace“ dosáhnou vyléčení svých nemocí. Sekta dokonce inzeruje kurzy k nácviku levitace za 3000 dolarů. Našly se desítky osob, které se přiznaly, že kurz bezvýsledně absolvovaly.

## Vysvětlení levitace
Eskamotéři skutečně dovedou předvádět „levitaci“, mystifikaci umožněnou různými, často utajovanými triky. Naproti tomu v případě sekt jde zpravidla jen o propagační výroky, jejich levitaci nikdy nikdo neověřil a také nikdy neověří, protože z fyzikálních důvodů je něco takového v podmínkách zemské gravitace nemožné. A to, co jako levitaci označují stoupenci sekty M. M. Yogiho, je pouhé poskakování do výše několika cm na pérových matracích. Možnost levitace lze vyloučit i proto, že existence mimosmyslových, psychokinetických schopností, podobně jako energie psí, která by tyto fenomény umožňovala, nebyla nikdy prokázána a nic pro její existenci nesvědčí. Levitovat samozřejmě mohou osoby ve stavu beztíže, a pocit levitace, létání nebo plavání ve vzduchu se často dostavuje při usínání nebo naopak při ranním probouzení. Snad proto někteří lidé uvěřili, že je možnost levitace reálná.

## Galerie

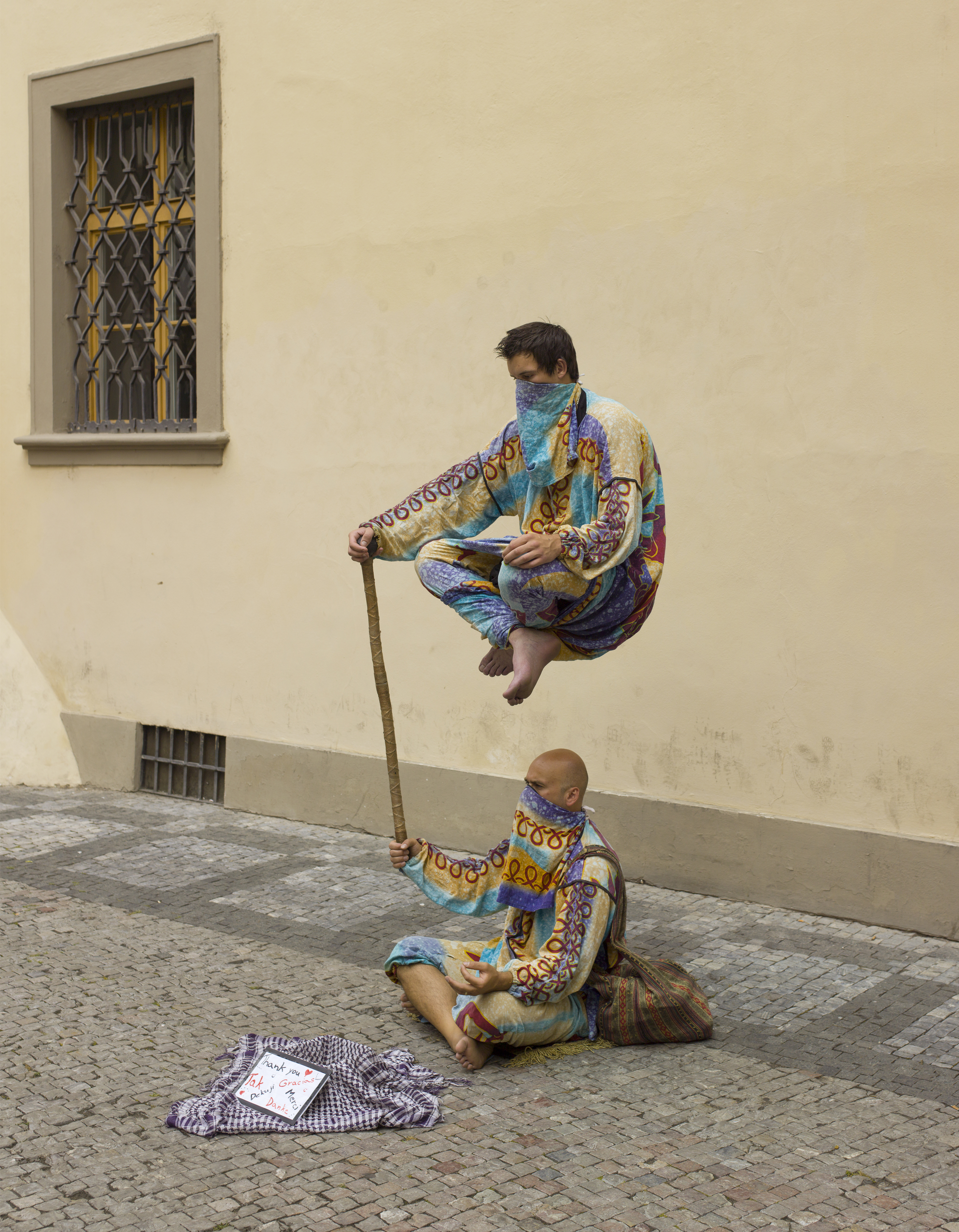
Pouliční umělci levitují v Karlově ulici, ve skutečnosti horní osobu drží skrytá konstrukce